# Nantes Université
Nantes Université, université de Nantes jusqu’en 2022, est une université française implantée en Loire-Atlantique et en Vendée. Les principaux campus sont situés à Nantes Métropole tout en comptant des campus secondaires qui se localisent à La Roche-sur-Yon et à Saint-Nazaire. Elle a été créée sous sa forme actuelle en 1961, même si une première université, l'université ducale de Bretagne, avait été fondée en 1460 à Nantes par François II, duc de Bretagne et dissoute en 1793.
Au 1er janvier 2022, l'université de Nantes intègre l'École centrale de Nantes, l'ENSA Nantes et l'école des beaux-arts de Nantes et Saint-Nazaire comme établissements-composantes, conservant leur personnalité juridique, et associe à sa gouvernance l'IRT Jules Verne, le CHU de Nantes et l’INSERM. Le nouvel ensemble, qui dispose du statut d’établissement public expérimental, porte le nom de Nantes Université.

## Historique

### L'université ducale de Bretagne (1460-1793)

#### La création
L’université ducale de Bretagne est fondée par Bertrand Milon le 4 avril 1460, à l’initiative du duc François II de Bretagne, et ce par une bulle pontificale du pape Pie II, donnée à Sienne,, que l'évêque de Nantes Guillaume de Malestroit promulgua le 21 juillet suivant en qualité de protecteur de la nouvelle institution avec le titre de « chancelier » et la dota 5 000 saluts d'or,.
Le duc expédia une charte solennelle le 22 avril 1461, et les statuts de l'université furent publiés le 11 octobre de la même année, après avoir été longuement discuté dans la bibliothèque du chapitre de cathédrale de Nantes.
Celle-ci incarne le vœu de François II d’affirmer son indépendance vis-à-vis du roi de France, alors qu’aux abords du duché à Angers en 1432, Poitiers en 1432 et Bordeaux en 1441 s’ouvrent des universités. Les étudiants bretons représentent d'ailleurs à l'époque la deuxième population dans les universités françaises, après les étudiants normands, et sont structurés en nations dans celles-ci.
Déjà au début du XVe siècle, le besoin pour le duché de Bretagne de se doter d'une université se fit sentir, puisque le duc Jean V réclame et obtint du pape Jean XXIII la délivrance d'une première bulle de création en 1414, laquelle fut renouvelée par les papes Martin V en 1424 et Nicolas V le 29 janvier 1449,.
En 1495, l'université quelque peu libérée de la tutelle épiscopale, obtint son propre sceau.

#### L'organisation

Blason de l'université ducale de Bretagne (XVIIe -XVIIIe).

Créée sous la forme d'un studium generale, cette université peut enseigner toutes les disciplines traditionnelles (Arts, Théologie, Droit et Médecine) réparties dans cinq facultés différentes. Cependant les deux facultés de Droit, l'une enseignant le droit canonique et l'autre le droit civil, étaient jumelées et fonctionnaient comme si elles n'en formaient qu'une seule, à tel point que les cours étaient combinés. Ainsi, les étudiants en sortait gradués in utroque jure.
Chacune des facultés était dirigée par un « doyen » qui n'était pas élu puisqu'il s'agissait du plus ancien des « régents » (professeurs), contrairement au « procureur » qui avait pour charge de veiller aux intérêts collectifs de la faculté.
Au sommet de la hiérarchie, l'université était placée sur la direction d'un « recteur » qui, lors des processions suivait immédiatement l'évêque de Nantes, et avait le pas sur les autres évêques bretons. Il n'était pas nommé, mais élu pour quatre mois au moyen d'un suffrage à deux degrés : chaque faculté ayant élu l'un de ses « gradués », ceux-ci s'enfermaient dans une sorte de conclave dont la durée ne devait pas dépasser une demi-heure (temps mesuré par le brûlement d'une chandelle). Pour être éligible, le recteur devait être « gradué » mais pas « docteur ». Il ne devait être ni religieux ni homme marié. On veillait ainsi durant une année que chaque recteur soit issu de chacune des diverses facultés qui composaient l'université.
Étaient également élus, pour une année reconductible : le « procureur général », le « receveur général », le « scribe », le « grand bedeau », les clercs, les libraires, les relieurs, ainsi que le parcheminier.
Chaque vendredi, les procureurs des facultés se réunissaient en collège sous la présidence du recteur afin de gérer les affaires courantes. Ce collège devenait « solennel » lorsque deux notables députés par chaque facultés y étaient adjoints.
Une congrégation générale regroupait dans des circonstances importantes, l'ensemble des gradués de chaque faculté. Celle-ci votait séparément et les décisions étaient prises à la majorité des facultés. L'université n'ayant pas de siège attitrée, cette assemblée se réunissait au couvent des Cordeliers.
C'est justement dans les divers couvents de la ville qu'étaient dispensés les cours de théologie et de droit canon. Tandis que les autres matières étaient enseignées en plein air, dans les cloîtres ou les maisons privées.
L'année scolaire débutait chaque année par la fête en l'honneur du premier évêque de Nantes Saint Clair, célébrée le 10 octobre. Une messe du Saint-Esprit était célébrée le lendemain en la chapelle du couvent des Cordeliers. Cette année se terminait le jour de l'Assomption, le 15 août suivant. Néanmoins, les cours connaissaient trois interruptions durant cette période : de la veille de Noël au lendemain de l'Épiphanie, du samedi précédant le mercredi des Cendres au lendemain des Cendres, et du vendredi précédant les dimanche des Rameaux au lendemain de Quasimodo.
La population étudiante entre la fin du XVe siècle et durant les deux siècles suivants croît pour atteindre le millier voire 1 500 étudiants, selon les estimations les plus hautes. Ces derniers venant de Bretagne, du Maine ou de la Saintonge se répartissaient en « Nations » selon leurs origines, lesquelles se donnaient un chef baptisé « Prieur » ou « Comte ».

#### L'université auXVIesiècle
Une première tentative de déplacement de l'université de Nantes à Rennes a lieu à la fin du XVIe siècle : le roi Henri IV cherchant ainsi à punir Nantes, ville ligueuse, pour son soutien au duc de Mercœur. L’université reçoit par lettre patente du 8 août 1589 l’ordre de transfert à Rennes, ville restée fidèle à la monarchie. L'institution n’est cependant pas déplacée, faute de financement. Une nouvelle lettre patente du 5 septembre 1591 réitère cet ordre de transfert, mais là encore reste inappliquée. Une dernière lettre patente d’avril 1598 fixe la situation en confirmant l’établissement de l’université à Nantes.

#### Le déclin (transfert de Nantes à Rennes)
Au début du XVIIIe siècle, l’université rentre dans une phase de déclin. Nantes est tout entière tournée vers le commerce et ses élites s’intéressent peu à cette institution. En 1728, le maire de la ville, Gérard Mellier, écrit que l’université bretonne serait mieux placée « à Rennes, pays de lettres, qu’à Nantes où l’on ne respire que le commerce ». De plus, la ville serait ainsi dédommagée des pertes causé par l'incendie de 1720 qui, grâce à la réédification des édifices détruits offrirait des locaux plus fonctionnels à l'université bretonne. Par conséquent, la faculté de Droit est effectivement transférée à Rennes en 1735 où siège le Parlement de Bretagne. L'ouverture officielle est faite le 11 juin 1736. À partir de ce moment, l'université cesse alors d'être exclusivement nantaise, Rennes devenant le centre névralgique d'une institution qui devient bipolaire. Les facultés de lettres, de théologie et de médecine sont conservées à Nantes, néanmoins celle de médecine était déclinante, tandis que celle de théologie minée par l’influence du jansénisme. cette situation fit de la « Cité des Ducs » une ville universitaire de second plan par rapport à sa rivale rennaise.
Les enseignements de droit se tiennent dans un premier temps dans l'hôtel de ville de Rennes avant d'être transférés en 1753 dans le couvent des cordeliers, puis à partir de 1762 et jusqu'à la dissolution des facultés en 1793 dans la chapelle des jésuites après l'expulsion de ceux-ci.
Il est par la suite plusieurs fois question de transférer le reste des facultés de Nantes à Rennes, notamment en 1778. Cependant, les trois facultés nantaises s’opposent avec vigueur à ce projet, en mettant en avant le mauvais traitement de la faculté de droit après son transfert dans l'actuelle capitale bretonne.

#### La suppression
En 1793, la Convention nationale ordonne la suppression de toutes les universités et facultés. Lors de la création de l’université impériale par Napoléon en 1806, Nantes est oubliée. Certaines écoles la remplacent cependant et la médecine, notamment, continuera d’être enseignée à Nantes et plus tard le droit et les lettres.

### La renaissance d'une université à Nantes auXXesiècle

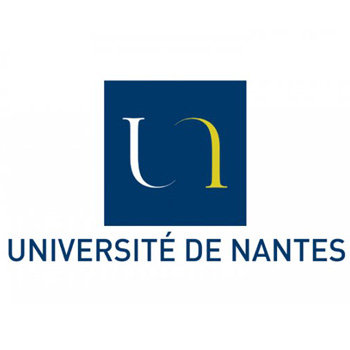
Logotype de l'université de Nantes.

L'université actuelle a été créée par le décret 61-1519 du 29 décembre 1961 qui ré-institue une université à Nantes, avec date d'effet au 1er janvier 1962. En mai 1961, Michel Debré, Premier ministre vient poser la première pierre de la Faculté des sciences en présence du maire de la ville Henry Orrion. En 1962, trois facultés nouvelles (sciences, lettres, droit) s’installent sur le campus des bords de l’Erdre sur les domaines du Tertre et de la Lombarderie récemment acquis par la ville de Nantes.
Le campus voit la construction de la Résidence universitaire Launay-Violette, plus ancienne résidence universitaire de la région nantaise, qui a joué un rôle important lors de la contestation des règlements administratifs pendant les événements de Mai 68.
Dans les cités universitaires nantaises, à la fin des années 1960, l'administration n'autorise le libre accès qu'aux locaux communs comme les foyers et les bibliothèques ; l'administration universitaire se considère comme responsable des étudiants mineurs, c'est-à-dire tous ceux qui ont moins de 21 ans.
Durant mai 68 à Nantes, des actions pour la mixité des résidences sont menées.
La Loi Faure qui fait suite aux événements de mai 1968 supprime les facultés et institue des « unités d’enseignement et de recherche » au sein des nouveaux établissements publics universitaires désormais autonomes. En 1970, les statuts de l’université de Nantes sont adoptés : ils font mention de six unités de formation et de recherche (UER) littéraires, cinq UER scientifiques, l’UER de droit, de sciences économiques, de gestion des entreprises, de médecine, de pharmacie et d’odontologie.
En 2009, l’université est membre fondateur du pôle de recherche et d'enseignement supérieur (PRES) Université Nantes Angers Le Mans. Elle accède aux « compétences élargies » au 1er janvier 2010. En 2016, dans le cadre de la mise en œuvre des COMUE (Communautés d'universités et établissements), l'université de Nantes rejoint l'université Bretagne Loire (UBL) en tant que membre fondateur. Cette dernière, face aux difficultés du terrain, n'existe plus aujourd'hui.

### La création de Nantes Université

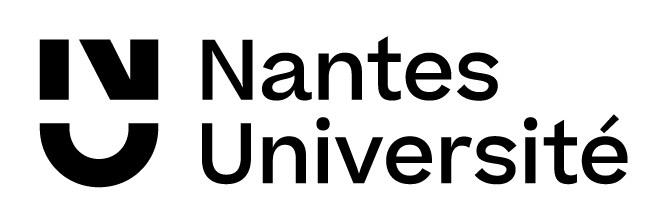
Logotype de Nantes Université.

Depuis 2017, l'université de Nantes songe à édifier un établissement unique en son genre[réf. nécessaire] en France situé à Nantes. Ainsi émerge le projet nantais, Nantes Université — un anglicisme. Celui-ci a pour finalité de rapprocher des écoles, centres de recherches ou instituts experts en leur domaine pour bâtir un label reconnu en France et à l'international.
Après des sollicitations à l'École Centrale de Nantes, à l'ENSA Nantes, à l'École des beaux-arts de Nantes et Saint-Nazaire, à l'IRT Jules Verne et au CHU de Nantes, les futurs membres ont des difficultés à s'entendre sur leur statut respectif et sur le principe d'absorption par l'Université de Nantes de ces futures composantes. Ainsi, des votes ont lieu ne débouchant pas plus loin que des pourparlers.
Pourtant, convaincu pour Nantes et son territoire, l'idée d'un grand établissement engagé, ouvert ainsi que reconnu plutôt que vu s'impose et devient vite une évidence. Ainsi, courant 2021, des accords avec les futurs membres sont discutés et les statuts actés. Un décret est alors rédigé et prend acte au 1er janvier 2022.
Finalement, Nantes Université se veut être un établissement supérieur public respectueux de tous et de son territoire. Contrairement aux idées de sa genèse, les membres ne sont pas absorbés mais gardent leur indépendance morale et gestionnaire. En somme, tous relèvent d'un seul et unique label, Nantes Université (ou NU).

## Symboles et identité visuelle
Plusieurs sceaux anciens de l'université de Nantes sont répertoriés.

Blason de l'université ducale de Bretagne (1460-1793).
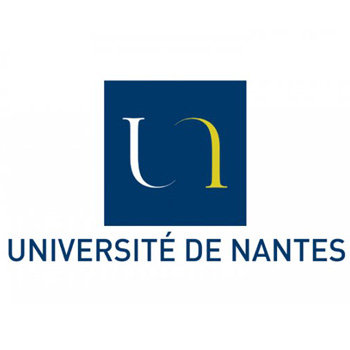
Logotype de l'université de Nantes (1961-2022).
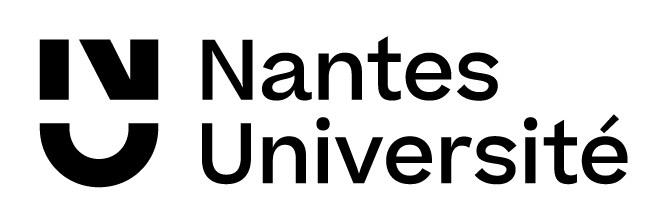
Logotype de Nantes Université - NU.

Les initiales N et U ainsi tronquées révèlent le chiffre IV en romain représentant les 4 pôles de l’établissement suspendu au-dessus d’un amphithéâtre.

## Direction

### Recteurs

#### Université ducale de Bretagne
Lise des recteurs de l'ancienne université de Nantes :
- (1448) : chanoine Pierre Chauvin (ès lois)
- 1460 : Thomas de Metz
- 1461 : Nicolas Lestre (ès arts)
- 1462 : Jocelyn de La Valée (ès lois)
- 1468 : Robert Richard
- 1469 : Jean Eveillard
- 1472 : Raoul Tual
- 1491 : Yves Busnel
- 1492 : Mathieu de Montauban (grammaire)
- 1502 : Guillaume Couyer
- 1503 : dom Jehan Desnos (droit civil)
- 1554 : Laurent Maistreau
- 1558 : Bigotius
- 1564 : Pierre Bintin
- 1587 : Pierre Biré (droit canon)
- 1587 : Louis Mesnier
- 1589 : Luette
- 1590 : Pierre Biré (droit canon)
- 1597 : Pierre Bedeau (médecine ?)
- 1604 : Guillaume Legal
- 1607 : Longueil
- 1608 : Pierre Biré (droit canon)
- 1609 : Lohon
- 1627 : Jehan Couperie des Jonchères (droit)
- 1636 : Buhraray (médecine)
- 1640 : Pierre Arthaud (théologie)
- 1647 : de La Ramée Callo
- 1649-1650 : Louis Chancelier (droit)
- 1652 : de Lestang Biré
- 1654 : Étienne de Bourgues (médecine)
- 1655 : Bossé (de l’Oratoire, rhétorique)
- 1656 : Georges Arnauld (théologie)
- 1660-1661 : Jean Boucher (théologie)
- 1662 : Jean Fournier de La Pinsonnière (droit canon)
- 1662-1663 : Pierre Bocan de La Hegronnière (droit civil)
- 1669 : Henri de Navière (médecine)
- 1671 : Jean Leblanc
- 1672 : Bernardin Perrin
- 1675 : David (de l’Oratoire)
- 1676 : Bruneau
- 1679 : Yves Leblanc
- 1680 : Lambert
- 1682 : Joseph Richard
- 1682-1683 : Pierre Bocan
- 1687 : Jean Douteau de La Boussaire (droit)
- 1688 : Jean de Faye
- 1697 : Louis Lefebvre des Ferronnières (médecine)
- 1704 : Maurice Lehoreau (médecine)
- 1714 : Jean-Baptiste Cassard
- 1716-1717 : Charles Poulain de Bouju (droit canon)
- 1718 : Letort (droit civil)
- 1719 : Jacques Lemerle (médecine)
- 1718 : Hubert (de l’Oratoire)
- 1721 : Gautron de La Baste (théologie)
- 1722 : Bouyer
- 1723 : Richard de La Piverdière
- 1726 : Alphonse Michel Bizeul (droit)
- 1727-1728 : Richard du Plessis
- 1729 : Frémon (de l’Oratoire)
- 1730 : Le Tullier (théologie)
- 1731 : de Plumaugat
- 1732 : Charles Richard de La Bourdelière (droit)
- 1734 : Dufrou
- 1735 : René Berthelot (théologie)
- 1737 : La Dagrye de Farcy (de l’Oratoire)
- 1738 : Birot
- 1741 : Lehoreau
- 1742 : François Bonamy (médecine)
- 1743 : de Caux (rhétorique)
- 1745 : Reguyer (médecine)
- 1746 : Delignac
- 1747 : des Landes Rameceul (théologie)
- 1748 : Le Roux (médecine)
- 1749 : Le Roux (de l’Oratoire)
- 1750 : Pascher (théologie)
- 1751 : Reliquet (médecine)
- 1752 : Sarrebourse de Beaumont (de l’Oratoire)
- 1753 : Kirisan / Kirwan (médecine)
- 1754 : Leroux de Monceaux (de l’Oratoire)
- 1755 : Merlet (théologie)
- 1756 : Bonaventure Joseph Richard du Plessis (médecine)
- 1757 : de Laborde (de l’Oratoire)
- 1758 : Vincent Dupas (théologie)
- 1759 : Mailhos (médecine)
- 1760 : Lebreton de la Barbonnière (de l’Oratoire)
- 1761 : Forget
- 1762 : Julien Bureau (médecine)
- 1763 : Ollivier (de l’Oratoire)
- 1764 : Lebreton de Gaubert
- 1765 : Julien Bodin des Plantes
- 1766 : chanoine Petit des Rochettes
- 1767 : Geffray (médecine)
- 1768 : Begulle de La Roche (de l’Oratoire)
- 1769 : chanoine Ignace Lesourd de L'Isle
- 1770 : Solliès (médecine)
- 1771 : Durif (de l’Oratoire)
- 1772 : chanoine Paris
- 1773 : Louis Alexandre (médecine)
- 1774 : Bronnais
- 1775 : chanoine de Mellient de Laujouère
- 1776 : Joseph François Arnoult (médecine)
- 1777 : Servant du Vivier (de l’Oratoire)
- 1778 : Crenier (de l’Oratoire)
- 1779 : François Bonamy (médecine)
- 1780 : Isnard (de l’Oratoire)
- 1781 : du Val de La Fleuriais (théologie)
- 1782 : Le Merle (médecine)
- 1783 : Le Meunier (ès arts)
- 1784 : Lefebvre
- 1786 : Gaffaud (de l’Oratoire)
- 1787 : Le Roux (théologie)
- 1788 : Guillaume Laennec (médecine)
- 1789 : Latil (de l’Oratoire)
- 1790 : Pradal (théologie)
- 1791 : Lefebvre de La Chauvière (médecine)
- 1792 : Choimet (ès arts)

### Présidences

#### Université de Nantes
L’université de Nantes est présidée par la juriste Carine Bernault depuis juillet 2020. C'est la première femme à accéder à cette fonction.
Depuis la création de l'université, ses présidents sont :

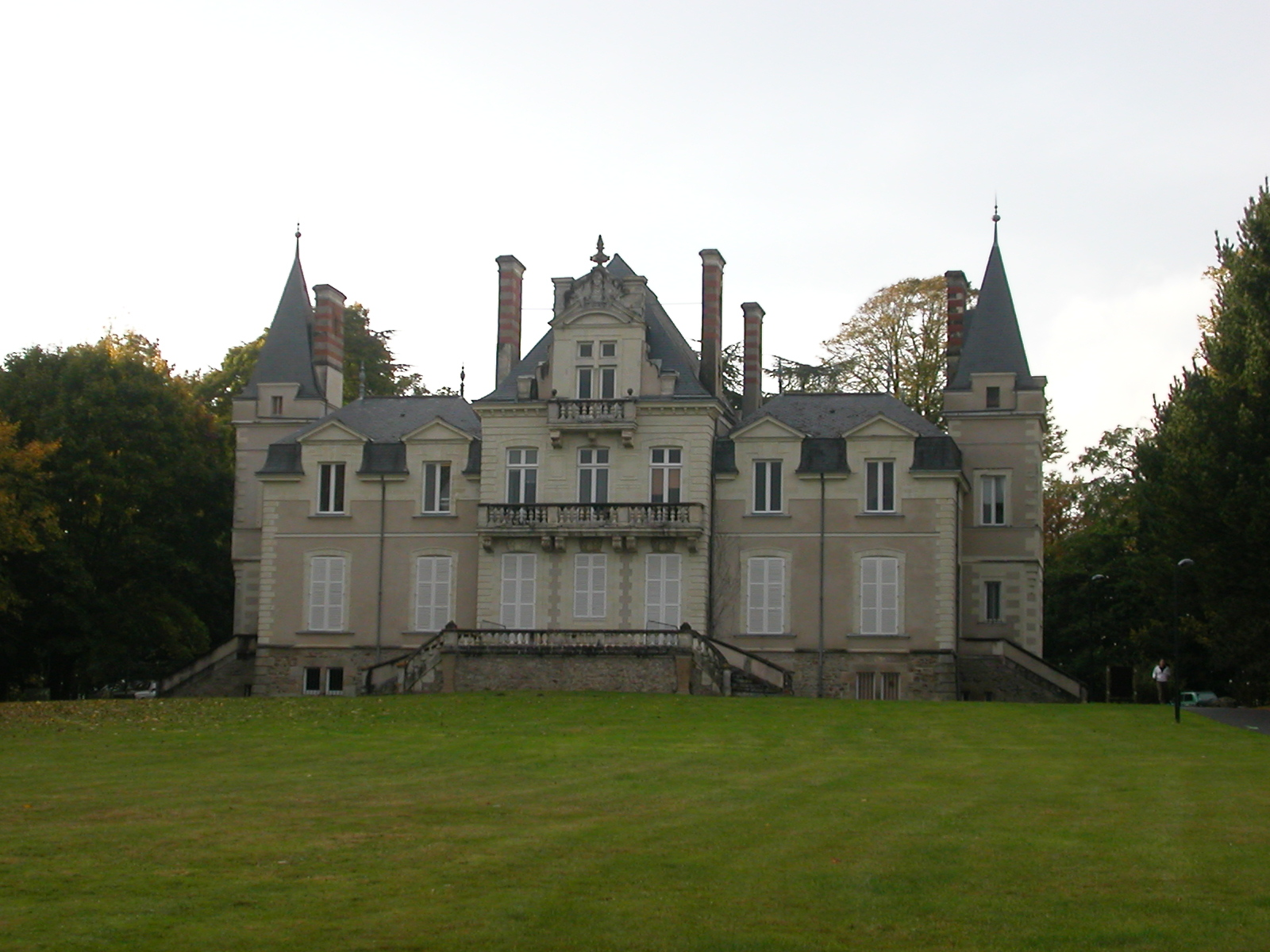
Le château du Tertre, sur le campus du même nom, accueille des cours et des colloques. Il fut construit de 1858 à 1889 par Gabriel Lauriol, armateur et négociant, qui fut conseiller général, vice-président, puis président de la Chambre de commerce de Nantes. Ce dernier, en qualité d'adjoint au maire de Nantes chargé des travaux publics, fut aussi chargé d'aménager l'hippodrome du Petit Port et le secteur environnant.

| Président                                | période         | UFR         |
| ---------------------------------------- | --------------- | ----------- |
| • Jean-Pierre Kernéis                    | 1971 - 1975     | médecine    |
| • Loïc Sparfel                           | 1975 - 1979     | pharmacie   |
| • Jacques Vilaine                        | 1979 - 1984     | sciences    |
| • Paul Malvy (administrateur provisoire) | 1985 - 1988     | médecine    |
| • Serge Renaudin                         | 1988 - 1993     | sciences    |
| • Jacques-Henri Jayez                    | 1993 - 1997     | technologie |
| • Yann Tanguy                            | 1997 - 2002     | droit       |
| • François Resche                        | 2002 - 2007     | médecine    |
| • Yves Lecointe                          | 2007 - 2012     | sciences    |
| • Olivier Laboux                         | 2012 - 2020     | odontologie |
| • Carine Bernault                        | 2020 (en cours) | droit       |

#### Nantes Université
Nantes Université est présidée par la juriste Carine Bernault depuis sa création en janvier 2022 après une élection le 16 décembre 2021. En avril 2022, un courriel de Carine Bernault envoyé aux étudiants et enseignants nantais les appelant à voter contre Marine Le Pen suscite des réactions de personnalités politiques qui l'accusent de « violer la neutralité du service public ».
| Président - Présidente | Période du mandat |
| ---------------------- | ----------------- |
| Carine Bernault        | 2022-2027         |

## Organisation
Nantes Université est un établissement pluridisciplinaire composé d'écoles, d'instituts, d'unité de recherche et de formation. Son organisation structurée lui permet de faire émerger des connivences entre chacune des composantes et de pouvoir ainsi enrichir tout une communauté d'étudiants et de chercheurs.

### Pôles de composantes

#### Pôle humanité
- Institut de Géographie et d’Aménagement Régional de l’université de Nantes (IGARUN),
- UFR d’histoire, histoire de l’art et archéologie,
- UFR de langues et cultures étrangères,
- Institut de français langue étrangère (i-FLE),
- UFR lettres et langages,
- UFR de psychologie,

#### Pôle santé
- UFR de médecine et techniques médicales,
- UFR des sciences pharmaceutiques et biologiques,
- UFR d'odontologie.
- UFR des sciences et techniques des activités physiques et sportives (STAPS),

#### Pôle sciences et technologie
- École polytechnique de l'université de Nantes,
- Institut universitaire de technologie de Nantes,
- Institut universitaire de technologie de Saint-Nazaire,
- Institut universitaire de technologie de La Roche-sur-Yon,
- UFR de sciences et techniques,

#### Pôle sociétés
- UFR de droit et de sciences politiques,
- IAE Nantes - Économie & Management (ex-IEMN-IAE),
- Institut de préparation à l'administration générale (IPAG),
- UFR de sociologie,

### Composantes hors pôles
- Observatoire des sciences de l’Univers Nantes Atlantique (OSUNA),
- Institut national supérieur du professorat et de l'éducation (INSPE).

### Membres

#### Établissements composantes
- École nationale supérieure d'architecture de Nantes (ENSA Nantes),
- École centrale de Nantes,
- École des Beaux-Arts de Nantes Saint-Nazaire

#### Établissements associés
- Centre hospitalier universitaire de Nantes,
- Institut de Recherche Technologique Jules-Verne (IRT Jules Verne)

#### Établissements par convention de mixité renforcée
- Institut national de la santé et de la recherche médicale (INSERM)

### Partenariats avec des établissements privilégiés ou associés non-membres
Partenariat privilégié :
- Centre National de la Recherche Scientifique (CNRS)

Établissements associés non-membres :
- École de Design Nantes Atlantique

## Enseignement et recherche

### Formation
L'université de Nantes est une université pluridisciplinaire. Son offre de formation couvre tous les domaines de la connaissance : lettres, langues, arts, sciences humaines et sociales, sciences et techniques, technologie, santé, économie et gestion, droit, droit public et administration publique locale. Elle propose des parcours d'études courts (Bac+2) ou longs (Bac+5 ; Bac+8).

### Recherche
En 2011, 74 % des laboratoires de l'université de Nantes, tout domaine confondu (Sciences humaines et sociales, Sciences de la vie - santé, Sciences et techniques), ont été classés A ou A+ par l'Agence d'Évaluation de la Recherche et de l'Enseignement supérieur (AERES). À Nantes, la recherche s'étend sur un spectre très large. En effet, celle-ci s'étend de la recherche la plus fondamentale jusqu'à la recherche la plus appliquée avant le milieu industriel.

## Campus

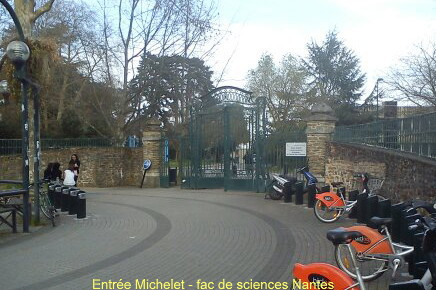
Campus Lombarderie - faculté des sciences - entrée Michelet.

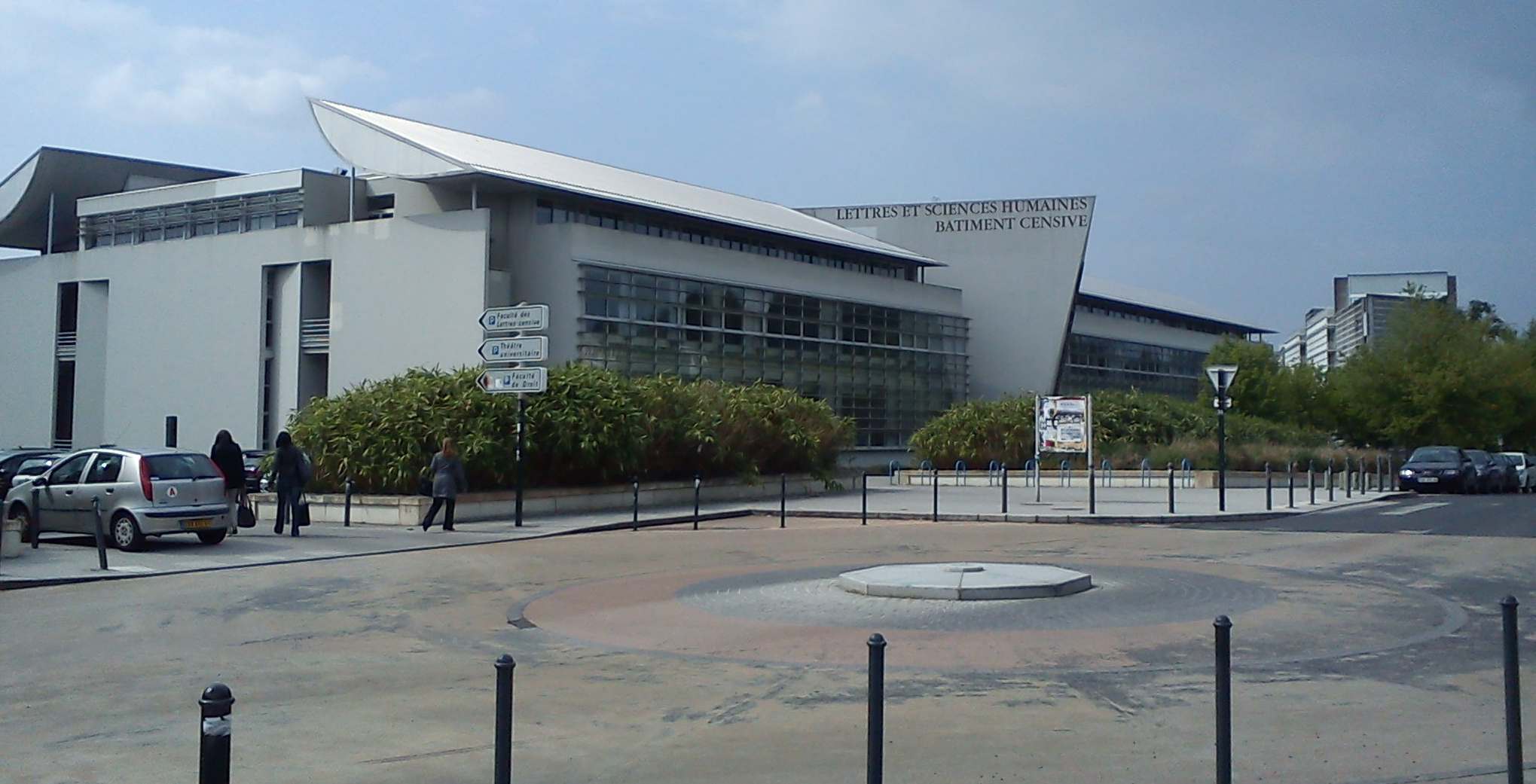
Campus Tertre - faculté de lettres et de sciences humaines - bâtiment Censive.

L'université de Nantes est constituée de plusieurs campus répartis sur l'agglomération nantaise, Saint-Nazaire, La Roche-Sur-Yon ainsi que Châteaubriant:
- l'Hôtel-Dieu, dans le centre-ville, regroupe les facultés de médecine, pharmacie et chirurgie dentaire. La présidence de l'université se trouve à proximité, quai de Tourville ;
- la Lombarderie au nord de Nantes, sur le boulevard Michelet qui se compose de l'UFR des sciences et techniques ;
- le Tertre, qui regroupe les bâtiments de droit, lettres, langues, sciences humaines et de l'IEMN-IAE, mais aussi le théâtre universitaire, le pôle étudiant et les bâtiments administratifs du CROUS ;
- la Chantrerie, au nord de Nantes, sur les bords de l'Erdre, qui comprend notamment l'École polytechnique de l'université de Nantes ;
- le site de Joffre, dans la rue Maréchal-Joffre en centre-ville, où se situe le reste de l'IUT de Nantes ;
- la Fleuriaye, sur la commune de Carquefou, où se situe une partie de l'IUT de Nantes ;
- Châteaubriant, une partie de l'IUT de Nantes se situe à Châteaubriant depuis 2023[34]
- Saint-Nazaire, Campus de Gavy Océanis, dans le quartier du Gavy, au sud du centre-ville, tout comme le quartier de Heinlex qui comprend notamment l'institut universitaire de technologie de Saint-Nazaire ;
- La Roche-sur-Yon, comprend notamment l'institut universitaire de technologie de La Roche-sur-Yon, situé à l'est du centre-ville. La ville abrite aussi une antenne de la faculté de Droit et de la faculté de Langues.

## Vie étudiante

### Associations étudiantes
L'université compte de nombreuses associations dont les champs d'activité couvrent un large spectre.

### Sport

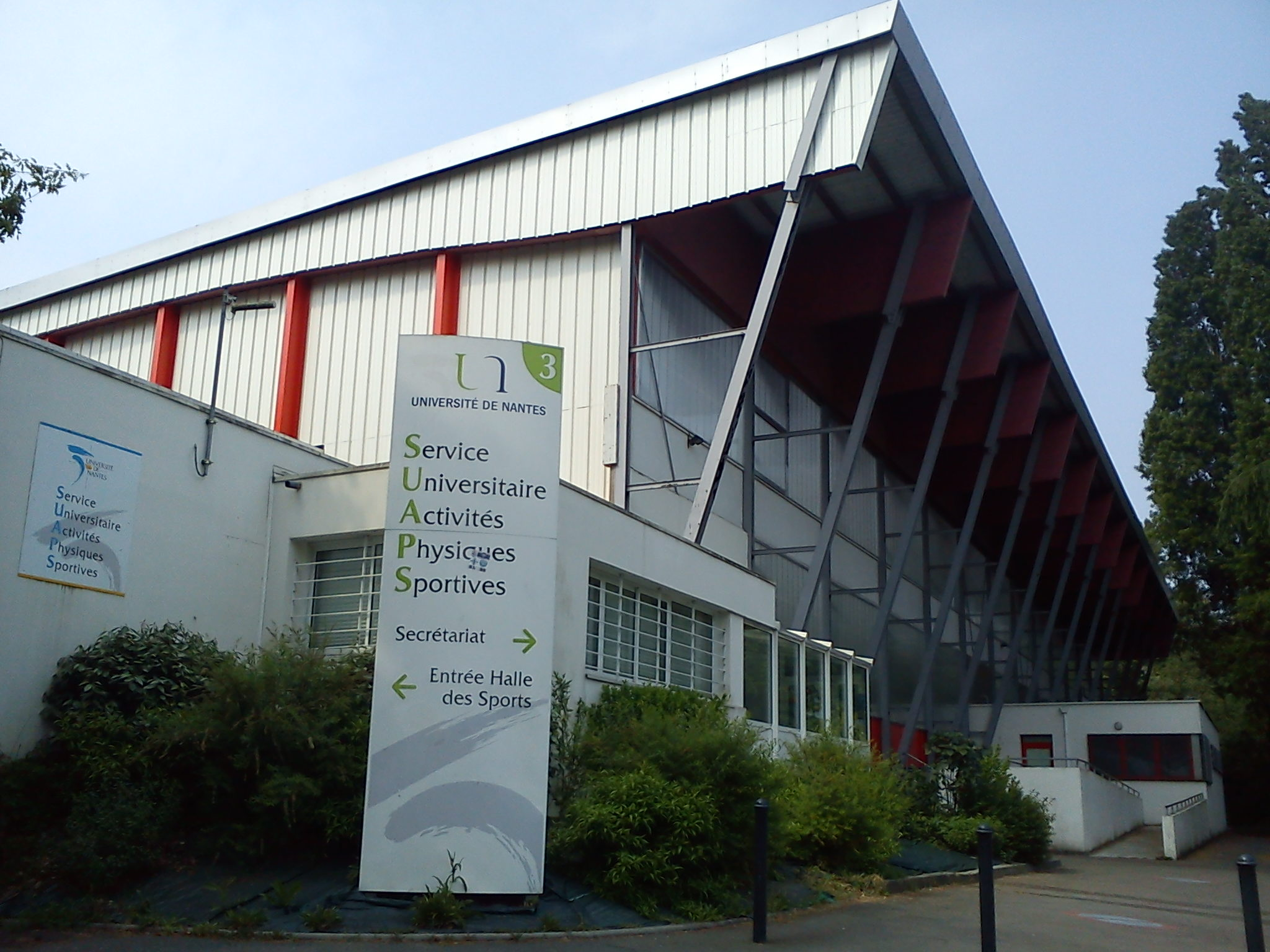
SUAPS.

Le « Service universitaire des activités physiques et sportives » (SUAPS) accueille les étudiants et le personnel dans ses 48 activités physiques et sportives : sports nautiques, de combats, de balles et de raquettes, sports collectifs, danse, etc.
Lui est également attaché un club d'aviron, l'université Nantes aviron (UNA).
En 2024, l'équipage Nantes Université termine 1er au classement J80 de la Course Croisière EDHEC.

### Théâtre

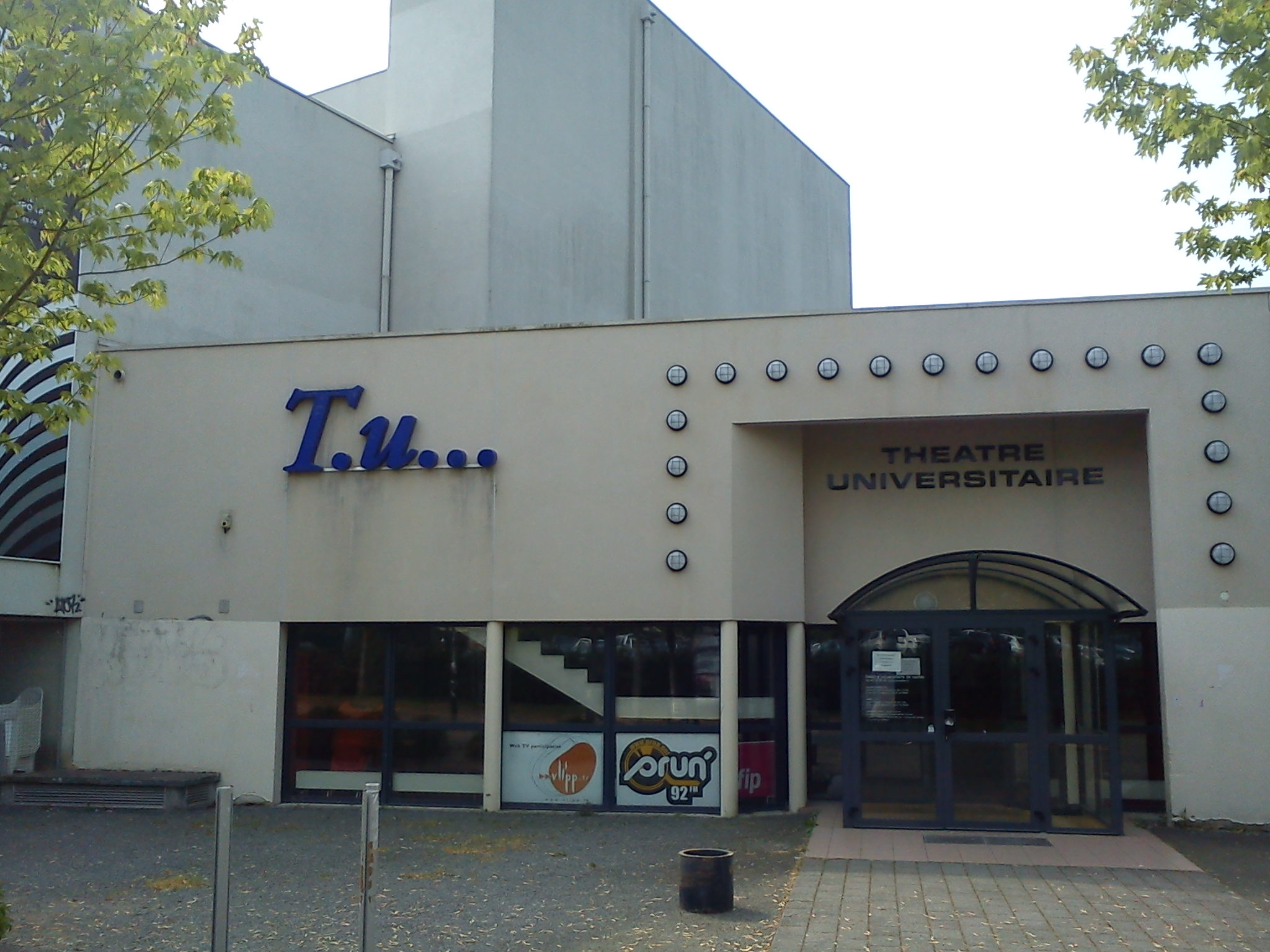
Théâtre universitaire.

Le Théâtre universitaire (TU), est subventionné par la ville de Nantes pour 50 %, par l'université pour 24 %, par la Direction régionale des affaires culturelles (Drac) pour 15 %, tandis que le reste est assuré par le département de Loire-Atlantique et la Région des Pays de la Loire.
Les étudiants constituent 40 % du public.
Le TU s'est donné pour mission de soutenir la jeune création, puisque la programmation laisse une place majeure aux compagnies émergentes et à la découverte. De nombreuses compagnies et artistes y ont fait leurs premiers pas. Tout au long de l'année, le TU propose plusieurs stages aux étudiants et aux personnels de l'université dans le cadre d'ateliers de pratiques artistiques.

## Personnalités liées à l'université

### Enseignants
- Philippe Beck, poète ;
- François-Pierre Blin, député aux États généraux de 1789, directeur de l'École de médecine de Nantes ;
- Frédéric Bozo, historien ;
- Pierre Bridonneau, historien ;
- François Clément, historien ;
- Jean-Claude Colliard, président de l'université Panthéon-Sorbonne ;
- Yves Cosson, poète (professeur jusqu'en 1984) ;
- Jean-Pierre Courtial, sociologue ;
- Alain Croix, historien ;
- Jean-Marc Ferry, philosophe ;
- Philippe Forest, écrivain ;
- Stéphane Le Foll[38], Ministre de l'Agriculture et de l'Agroalimentaire dans le gouvernement Jean-Marc Ayrault I ;
- Pierre-Yves Le Rhun, géographe ;
- Jean-Clément Martin, historien ;
- Yves Meyer, mathématicien ;
- Jackie Pigeaud, philologue et latiniste ;
- Jean-Luc Steinmetz, poète ;
- Alain Supiot, juriste.

### Étudiants
- Jean-Marc Ayrault : ancien premier ministre français et ancien maire de Nantes ;
- François Bégaudeau : auteur de Entre les murs, dont l'adaptation a obtenu la Palme d'Or à Cannes. cursus de lettres modernes avant d'obtenir le CAPES et l'agrégation ;
- Sophie Binet : secrétaire générale de la CGT ;
- Julien Bontemps : véliplanchiste, médaillé d'argent aux JO de Pékin ;
- Pierre Bordage : auteur de science-fiction français ;
- Jeanne Cherhal : cursus de philosophie ;
- Patrick Deville : écrivain français, diplômé en littérature comparée ;
- Jean Célestin Édjangué, écrivain et journaliste camerounais, diplômé en sociologie ;
- Sarah El Haïry : secrétaire d'État chargée de la Jeunesse et de l'Engagement et porte-parole du Mouvement Démocrate, diplômée en droit et sciences politiques ;
- Marina Jaunâtre : championne de France de cyclisme, Master en "Management du sport" à l'UFR STAPS (2005) ;
- Jérôme Kerviel : licence d'économie (avant d'aller étudier à Lyon II) ;
- Stéphane Le Foll : ministre de l'Agriculture et de l'Agroalimentaire dans le gouvernement Jean-Marc Ayrault I ;
- Franck Louvrier : homme politique et conseiller en communication de Nicolas Sarkozy, diplômé en droit et sciences politiques ;
- Alain Mabanckou : romancier franco-congolais, prix Renaudot 2006, professeur à l'université de Californie Los-Angeles (UCLA), maîtrise en droit, 1991 ;
- Bouchra Rejani : dirigeante d'entreprise dans le secteur des médias ;
- Jean Rouaud : prix Goncourt 1990, maîtrise de lettres (vers 1974) ;
- Claude Sérillon : journaliste ;
- Philippe de Villiers : maîtrise de droit public (1971) ;
- Tertius Zongo : premier ministre du Burkina Faso, DESS à l'Institut d'administration des entreprises de Nantes (1982).

### Docteurhonoris causa
- Racquel Z. Legeros, université de New York ;
- David H. Sachs, université Harvard ;
- Wilhelm Lochner ;
- Mike Whangbo, université d'État de Caroline du Nord ;
- Jin Au Kong, Massachusetts Institute of Technology ;
- Raymond Trousson, université libre de Bruxelles ;
- Pr Dufly, université Brown ;
- Pr Singer, université de Californie ;
- Ismaïl Serageldin, directeur de la Bibliotheca Alexandrina ;
- David H. Pinkney, professeur émérite à l'université du Washington à Seattle ;
- Sir Terence Alexander Hawthorne, université de Cambridge ;
- Necati Ozisik, université d'État de Caroline du Nord ;
- Gian Franco Botazzo, College and Middlesex school of medecine de Londres ;
- Fritz Nies, université de Düsseldorf ;
- Vincenzo Lorenzelli, recteur de l'université de Rome « Campus bio-médical » (Italie);
- Golo Mann, historien et philosophe allemand. Professeur de sciences politiques à l'université de Stuttgart ;
- Jean Starobinski, université de Genève ;
- Ion Zugravescu, Chimiste roumain. Professeur au département de chimie organique de l'université Alexandru Ioan Cuza ;
- Walter Greiner, université de Francfort ;
- François Ost, Facultés universitaires Saint-Louis ;
- Antonio Carozza, université de Pise ;
- Neil Bartlett, université de Californie à Berkeley ;
- Shmuel Agmon, université hébraïque de Jérusalem ;
- Adalberto Vallega, université de Gênes ;
- Gregory Paul Winter, université de Cambridge ;
- Pascal Van Hentenryck, université Brown
- Bùi Văn Ga, université de Đà Nẵng, Vietnamien Sous-ministre de l'Éducation
- Yvon Fontaine, université de Moncton
- Ibrahima Thioub, Directeur du Centre africain de recherche sur les traites et les esclavages de l'université Cheikh-Anta-Diop de Dakar, Sénégal

## L'université dans les œuvres de fiction
Un roman historique de l'écrivaine rennaise Évelyne Brisou-Pellen, Le Fantôme de Maître Guillemin, se déroule dans l'université de Nantes en 1481.